# Valanidi

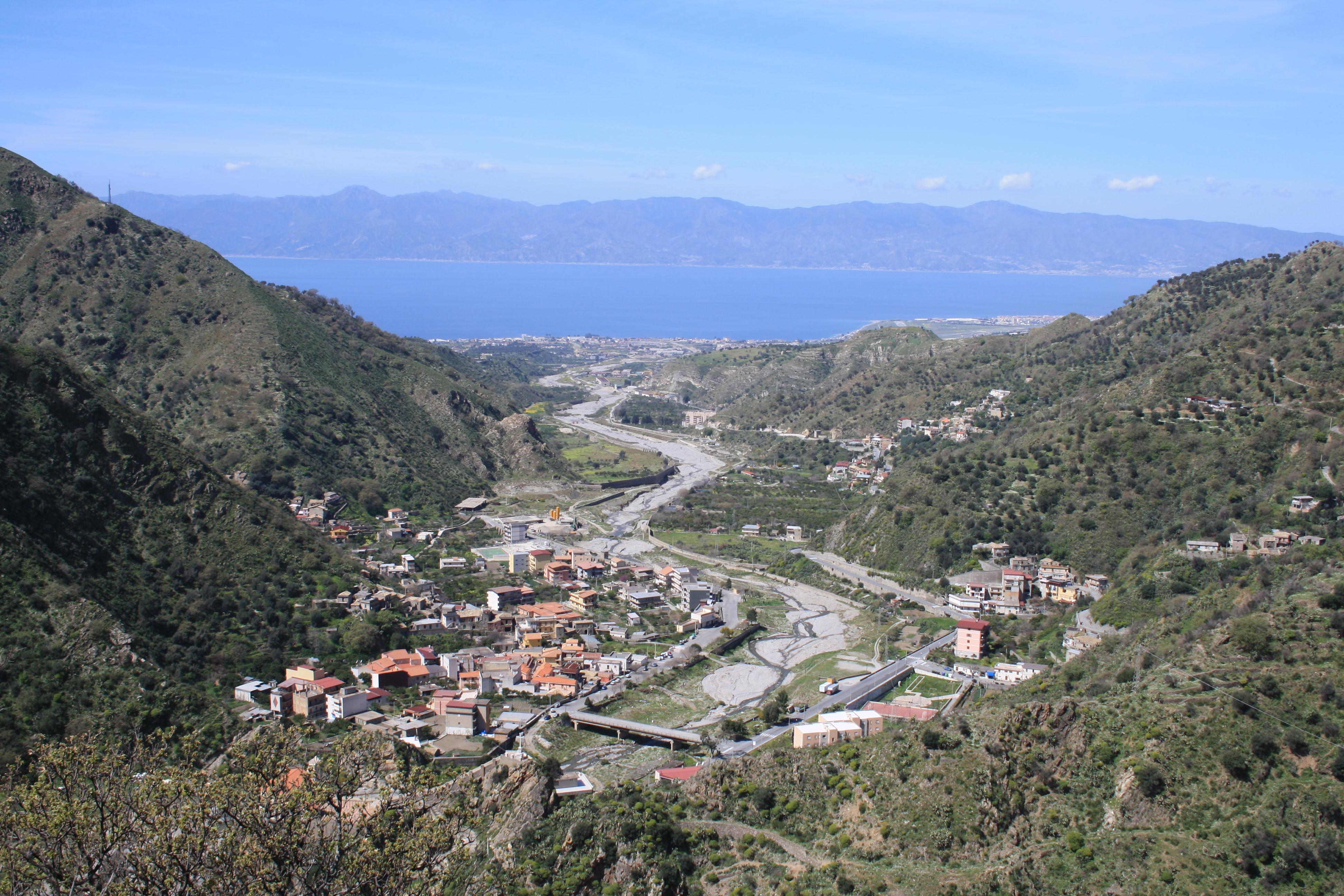
La vallata del Valanidi. Sullo sfondo la Sicilia.

Il Torrente Valanidi è situato a sud della città di Reggio Calabria. Nel suo corso la fiumara bagna il territorio di tre differenti comuni, quelli di Reggio Calabria (nelle frazioni di Trunca, Rosario Valanidi, Oliveto e San Gregorio), quello di Motta San Giovanni (nelle frazioni di Serro Valanidi, Ribbata e Cubba), e del comune di Montebello Ionico (nella frazione di Trunca).
A circa 1,5 km dalla sua foce, si divide in due parti, creando una sorta di delta, chiamato la Forbice. Nei pressi del delta sorge sul mare la frazione di San Gregorio (San Griòli). Risalendo la vallata immediatamente al di sopra si trova Croce Valanidi con Bovetto, Luppinari e Pernasiti. Più in alto ancora San Giuseppe e Oliveto (U Livitu). Oltrepassato Oliveto, c'è Candico, Rosario Valanidi (a sua volta diviso in Serro Valanidi, Ribbata e Cubba), Trunca, dove si origina la fiumara. All'estremo est, sopra Trunca vi sono i piani di Santa Venere.
I due tronchi, Valanidi uno e Valanidi due, sono caratterizzati entrambi da un letto largo e secco per l'imbrigliamento delle acque a monte.
Nel 1953, dopo una serie di abbondanti piogge, il suo straripamento inondò le contrade che si affacciano su di esso, con un innumerevole numero di danni e vittime, in particolare nelle frazioni di Oliveto e Rosario Valanidi.